# Lakeland Village
Lakeland Village est une census-designated place (CDP) située dans le comté de Riverside, en Californie.